# 684 a.C.

## Eventos
- 24a olimpíada: Cleoptólemo da Lacônia vencedor do estádio;[1]